# (4494) Marimo
(4494) Marimo ist ein Hauptgürtelasteroid, der am 13. Oktober 1988 von Seiji Ueda und Hiroshi Kaneda vom Observatorium in Kushiro-shi aus entdeckt wurde.
Der Asteroid wurde nach der Grünalgen-Art Aegagropila linnaei, die in Japan „Marimo“ genannt wird, benannt.